# Mons Usov

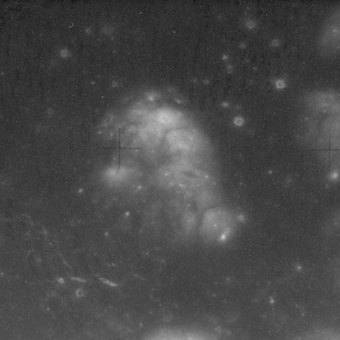
Mons Usov, Mare Crisium, sur la Lune.

Le Mons Usov (12, 63) est un massif montagneux lunaire nommé en l'honneur du géologue soviétique Mikhail Usov (en). C'est une montagne dont le diamètre à la base est de 15 kilomètres. Elle est située dans la partie sud-orientale de la Mer des Crises, une cinquantaine de kilomètres à l'ouest du cratère Condorcet.
Deux sondes soviétiques se sont posées près du Mons Usov. La première est Luna 15 qui s'est écrasée environ 70 kilomètres à l'ouest le 21 juillet 1969. La seconde est Luna 24 qui se pose le 18 août 1976. Elle prélève de manière automatique des échantillons de roches et les rapporte sur Terre le 24.